# 황금 사원

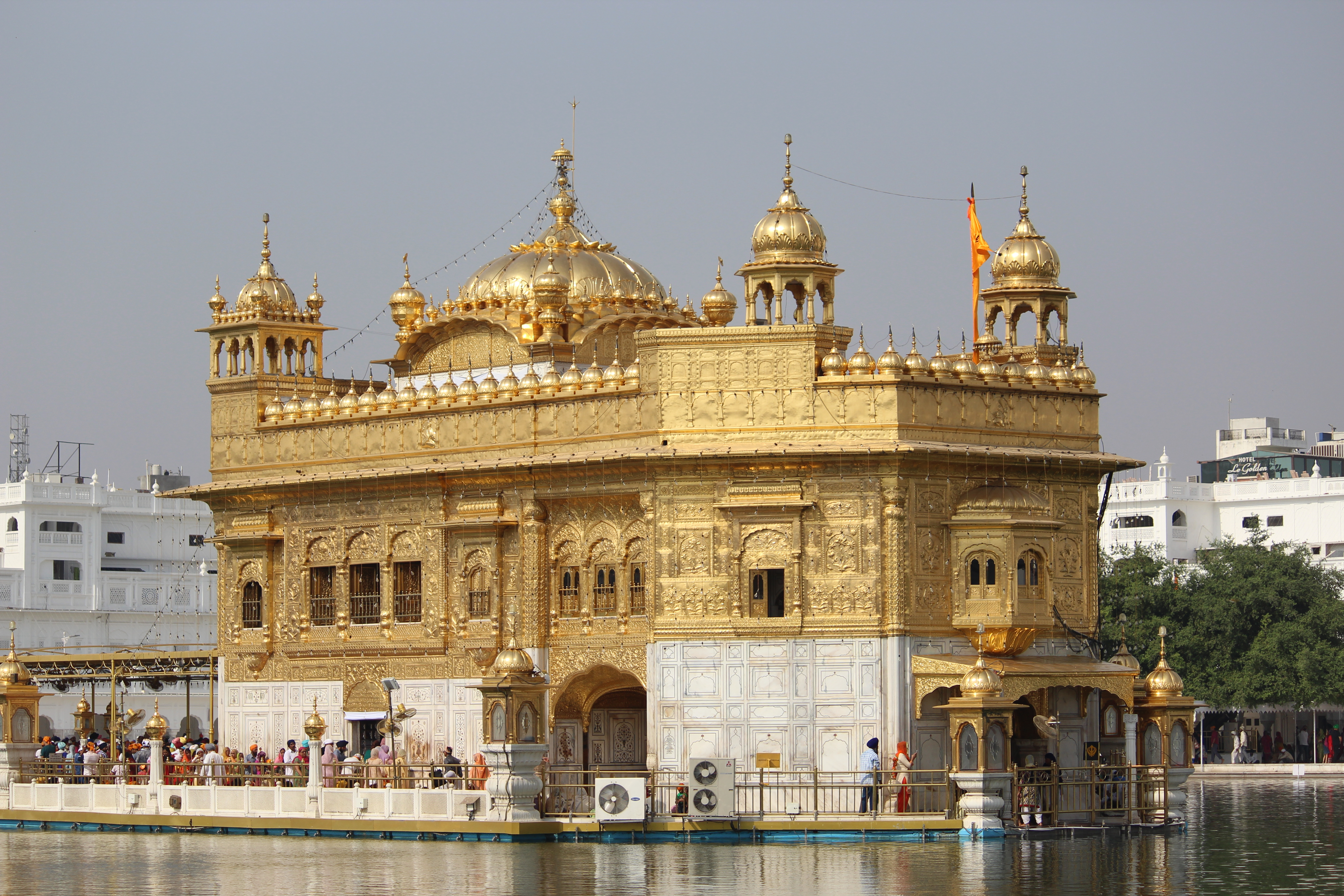
황금 사원 (하르만디르 사히브)

황금 사원(Golden temple)은 인도 펀자브 암리차르에 위치한 구루드와라(시크교의 사원)으로, 시크교 최대의 성지로 여겨진다. 펀자브어에서는 Harmandir Sahib(신의 집) 또는 Darbār Sahib(고귀한 집)이라 부르기도 합니다

## 역사
시크교의 기록에 의하면, 3번째 구루(교주) Amar Das가 성스러운 황금사원과 암리차르를 놓을 땅을 정하였으며, 이로부터 새로운 시크교의 도시를 건설하는 계획이었다. 4번째 구루인 구루 Ram Das가 이를 이어받아 지금의 암리차르에 연못을 짓기 시작하여 1577년 완성하기에 이르렀다. 이후 5번째 구루인 구루 Arjan은 1581년 사원의 건설을 시작하여 이후 시크교도들은 자발적으로 이를 계속해서 재건하기를 반복했다. 이때 형성되기 시작한 마을은 시크교도들의 적극적인 참여로 도시로 성장해가게 되었으며 사원 역시 시크교 최대의 성지로 여겨지게 되었다. 이것이 현대의 암리차르시의 기원이 된다.
시크교의 빠른 성장은 무굴 제국의 주의를 끌게 되었고, 황제 자한기르의 명에 의해 구루 Arjan은 사로잡혔고, 이슬람교로의 개종을 거절하고 1606년 처형당했다. 순교 이후 백년간 사원은 시크교에게 적대적인 파벌의 손에 넘어가있었다가, 18세기에 구루 Gobind Singh가 Khalsa 종파의 시크교도들을 이끌고 와 이들과 싸워 황금사원을 되찾았다. 이후 황금사원은 시크교의 여러 중요 사건들의 중심이 된다.
이후 19세기 초 시크 왕국의 창시자인 란지트 싱의 지도에 의해 현재와 같이 황금과 보석으로 덮인 화려한 모습을 갖추게 되었다.

## 같이 보기
- 시크교
- 암리차르
- 구루드와라